# 小行星3368
小行星3368（3368 Duncombe）是一颗绕太阳运转的小行星，为主小行星带小行星。该小行星于1985年8月22日发现。

## 轨道参数
小行星3368的轨道半长轴为3.3855521 UA，离心率为0.09。